# Lucy Finch
Lucy Finch (nascida em 1943, no Malawi) é uma enfermeira paliativa que trabalhou em vários países africanos e fundou um hospício no Malawi – Ndi Moyo – “o lugar que dá vida”.

## Vida pregressa
Nascida Lucy Kishindo no Malawi (África), em 1943, ela era a mais velha de 11 filhos de um professor de escola primária anglicana. Ela foi educada em escolas missionárias no sul do Malawi e formada como enfermeira no Reino Unido, na Inglaterra.

## Enfermagem
Em setembro de 1964, Lucy viajou para a Escócia para estudar Enfermagem na Faculdade de Enfermagem de Edinburgo Sul. Em 1969, ela conheceu e se casou com Tony Finch, filho do ceramista Ray Finch. Ele trabalhou para a Comissão Florestal em todo o mundo e Lucy viajou com ele, trabalhando como enfermeira na Grã-Bretanha, Tanzânia, Uganda e Zâmbia. Em 1997, enquanto seu marido morava em Kampala (capital de Uganda), Lucy Finch começou a trabalhar como voluntária no Hospício África de Uganda, onde trabalhou com a Dra. Anne Merriman em seu programa pioneiro de cuidados paliativos. Um ano depois, ela voltou ao Malawi para cuidar de sua irmã, que estava morrendo de meningite relacionada ao HIV. No mesmo hospital, um jovem estava morrendo com muita dor e angústia, sem alívio adequado da dor. Lucy Finch jurou então que, com o conhecimento e as habilidades que tinha, nunca mais se permitiria estar naquela posição em que não poderia ajudar alguém que estava sofrendo.

## Ndi Moyo
Em 2002, Lucy e Tony Finch retornaram ao Malawi e ela começou a ajudar os pacientes locais, fornecendo-lhes paracetamol e outros tipos de assistência. Em 2005, sua família e amigos no Reino Unido fundaram uma instituição de caridade para arrecadar fundos para apoiar o trabalho que ela havia iniciado. Depois de reunir recursos, o hospício Ndi Moyo – “o lugar que dá vida” – foi inaugurado no distrito de Salima (no Malawi), em 2007, pela Ministra da Saúde, Marjorie Ngaunje. Em 2016, era o único hospício em todo o Malawi. Em 2016, Ndi Moyo tratava cerca de 330 pacientes. Além disso, treina e orienta profissionais de saúde; administra clínicas de extensão; e defende melhores cuidados na etapa terminal dos pacientes. Ele fornece cuidados holísticos centrados no paciente em casa para pacientes que, de outra forma, teriam pouco acesso ao alívio da dor ou suporte de fim de vida. De acordo com estimativas de 2015, aproximadamente 1 milhão de pessoas no Malawi vivem com HIV/AIDS e muitos desses pacientes desenvolvem câncer em um país que não possui tratamento curativo de saúde pública contra o câncer.

## Reconhecimento
2013 - Reconhecida pelo Hospício África de Uganda por seu excelente apoio na promoção e desenvolvimento de cuidados paliativos em Uganda.
2015 - Certificado de Reconhecimento pelo Honorável Dr. Peter Kumpalume, o Ministro da Saúde do Malawi.
2016 - Reconhecida como uma das 100 mulheres da BBC por seu trabalho cuidando dos moribundos.